# Dr. Mario
Dr. Mario (jap.: ドクターマリオ), stilisiert als D℞. Mario, ist ein Puzzle-Videospiel, das von Nintendo entwickelt und 1990 für das Nintendo Entertainment System (NES) und den Game Boy veröffentlicht wurde. Der Soundtrack des Spiels wurde von Hirokazu Tanaka komponiert. 2013 wurde im Rahmen des Jahr des Luigi ein Spin-off des Spiels für die Wii U unter dem Namen Dr. Luigi veröffentlicht.

## Spielprinzip
Der Charakter Mario übernimmt die Rolle eines Arztes und wirft zweifarbige medizinische Kapseln in eine Medizinflasche, die das Spielfeld darstellt. Dieser Bereich wird von Viren in drei Farben – rot, gelb und blau bzw. auf dem Game Boy schwarz, weiß und grau – bevölkert, die in ihrer Ausgangsposition verbleiben, bis sie entfernt werden. Wenn sich vier in gerader Linie nebeneinanderliegende Kapselhälften und Viren einer Farbe berühren, verschwinden sie.
Das Spiel endet erfolglos, wenn Kapseln das Spielfeld so füllen, dass der schmale Hals der Flasche blockiert wird. Die Punktzahl des Spielers steigt mit der Eliminierung von Viren und der gewählten Spielgeschwindigkeit. Ein Spieler gewinnt ein einzelnes Spiel, wenn er alle Viren auf dem Spielfeld eliminiert.

## Entwicklung
Das Spiel hieß ursprünglich Virus. Es war der erste Titel, in welchem Komponist Hirokazu Tanaka seinen ikonischen Stil entwickeln durfte.

## Rezeption
Das Spiel wurde im Allgemeinen wohlwollend angenommen und für sein einfaches aber einnehmendes Spielprinzip gelobt. Der Schwierigkeitsgrad könne angenehm feinteilig eingestellt werden und die beruhigende Musik trage zur Konzentration bei. Allerdings nehme Mario nur die Rolle eines Maskottchens ein, weshalb der Titel etwas irreführend sei. In der Top-200-Liste von Nintendo Power von 2005 belegte das Spiel Platz 134.
In den ersten beiden Monaten nach Veröffentlichung wurden in den USA 2,5 Millionen Einheiten abgesetzt. Bis 2016 verkaufte sich der Titel weltweit 5,3 Millionen Mal für das NES und 4,8 Millionen Mal für den Game Boy.
Die Game-Boy-Advance-Version des Spiels hat auf Metacritic einen Metascore von 66 von 100.

## Nachfolger
- Tetris & Dr. Mario, Spielesammlung von Dr. Mario und Tetris, erschien 1994 für SNES.
- Dr. Mario 64, erschien 2001 für Nintendo 64.
- Dr. Mario: Vitamin Toss, erschien 2005 als Browserspiel, später wieder eingestellt.
- Dr. Mario & Germ Buster (Dr. Mario Online Rx), erschien 2008 für Nintendo Wii.
- A Little Bit of... Dr. Mario (Dr. Mario Express), erschien 2009 für Nintendo DSi.
- Dr. Luigi, Spin-off der Reihe, erschien 2013 für Nintendo Wii U.
- Dr. Mario: Miracle Cure, erschien 2015 für Nintendo 3DS.
- Dr. Mario World, erschien 2019 für Android, iPad und iPhone, mittlerweile eingestellt.